# Алески едикт
Алески едикт милости донео је француски кардинал Арман Жан ди Плеси де Ришеље уз пристанак и потпис цара Луја XIII 27. септембра 1629. године. Њиме је потврдио права хугенота стечена Нантским едиктом.

## Узроци
Кардинал Ришеље је у свом политичком програму стављао интересе државе испред интереса вере. Често је говорио да више воли француског хугеноту од Шпанца. У апсолутистичкој монархији, сматрао је Ришеље, не треба имати места за хугенотску државу у држави. Међутим, користећи се слабошћу краљеве власти, хугеноти 1621. године оснивају државу на југу Француске. Они су почели да убирају порезе у своју корист, постављали своје команданте, игнорисали краљеве прекоре... Ришеље је решио да једном за свагра ликвидира политичка права хугенота. Опсео је центар хугенотске државе – тврђаву Ла Рошел. 
Дана 28. октобра 1628. године град се предао. Ришеље склапа уговор са ларошелском буржоазијом и дозвољава хугенотима слободно испољавање вере. Потом је упутио своју војску у Лангдок и приморао војводу Рогана на предају.

## Едикт
Ришеље је потврдио одредбе Нантског едикта Анрија IV Алеским едиктом милости. Међутим, хугенотима је у замену за слободу вероисповести одузео све тврђаве и гарнизоне које су едиктом стекли. Хугенотска република престала је да постоји. 